# James Allan (rugbysta)
James Allan (ur. 11 września 1860 w Taieri, zm. 2 września 1934 w Hawera) – nowozelandzki rugbysta.
Wystąpił w 8 meczach reprezentacji (wszystkie w 1884 r.), w tym w pierwszym tournée do Australii, jednakże w żadnym testmeczu. Zawodnik ten wystąpił w debiucie reprezentacji Nowej Zelandii. Z racji pierwszego w porządku alfabetycznym nazwiska jest pierwszym zawodnikiem na liście reprezentantów Nowej Zelandii.
Allan ukończył Otago Boys' High School w Dunedin.